# Петруччелли делла Гаттина, Фердинандо
Фердинандо Петруччелли делла Гаттина (итал. Ferdinando Petruccelli della Gattina; 28 августа 1815 — 29 марта 1890) — итальянский журналист, патриот и политик.
В Италии считается одним из наиболее значительных журналистов XIX века и пионером современной журналистики; более всего известен своими военными репортажами. Он писал статьи для многих итальянских журналов и сотрудничал с изданиями Франции, Великобритании и Бельгии. Он был также плодовитым писателем-новеллистом, писавшим в основном рассказы на религиозные сюжеты.

## Биография
Родился в Молитерно, Базиликата, входившем в то время в состав Неаполитанского королевства; при рождении получил имя Фернандо Петручелли, добавив «делла Гаттина» (название семейного поместья) к своей фамилии во взрослом возрасте, чтобы избежать бурбонской полиции, агенты которой преследовали его по политическим мотивам. Его отец, Луиджи, был врачом и членом общества карбонариев; его мать, Мария Антония Пиццинини, была дворянкой из Марсиковетере.
Проведя детство в кругах религиозных людей, он испытал в детстве много унижений, следствием чего стал сильный антиклерикализм, которая проявился в его более поздних работах. Он посвятил себя изучению латинского и греческого языков. Позже он учился в университете Неаполя и закончил его медицинский факультет, но после выбрал себе профессию журналиста.
В 1838 году он начал свою карьеру в неаполитанской газете Omnibus и в 1840 году отправился во Франции, Англии и Германию в качестве корреспондента от газет Salvator Rosa и Raccoglitore fiorentino. По причине своих либеральных идей он был арестован и отправлен под охраной в свой родной город.
Вернувшись в Неаполь в 1848 году, Петручелли был избран членом неаполитанского парламента и основал Mondo vecchio e mondo nuovo, газету, которая обвиняла династию Бурбонов в никудышном управлении страной в отношении как внутренней, так и внешней политики. Из-за своих частых атак в прессе на корону он был арестован магистратами. После приостановления действия конституции, обнародованной королём Фердинандом II за несколько месяцев до этого, он принял участие в волнениях того же 1848 года. Восстание окончилось неудачей, и он был вынужден бежать во Францию, в то время как власти объявили его погибшим и конфисковали его имущество.
В период своей жизни во Франции он расширял свой кругозор в политических и культурных вопросах, общаясь с известными мыслителями. Он посещал курсы в Сорбонне и Коллеж де Франс, изучал французскую и английскую литературу и сделал успешную карьеру журналиста, став известным и уважаемым в Европе. Будучи беззлобно прозванным Pierre Oiseau de la Petite Chatte (французский перевод его имени и фамилии), он вошёл в мир французской журналистики благодаря Жюлю Симону и Даниеле Манину, который ценил поддержку Mondo vecchio e mondo nuovo Республики Сан-Марко.
В 1851 году он выступал против французских республиканцев и против государственного переворота, устроенного Луи-Наполеоном Бонапартом (позже известным как Наполеон III), но после провала восстания был выслан из Франции. Петруччини поселился в Англии, где познакомился со многими знаменитостями: Джузеппе Мадзини, Луи Бланом, Лайошем Кошутом и другими эмигрантами. Он работал в The Daily News Чарльза Диккенса и других газетах, таких как The Daily Telegraph и Cornhill Magazine. Он был корреспондентом на Австро-итало-французской войне и на Франко-прусской войне в 1870 году.
Он провёл остаток своей жизни, будучи поражён параличом, который мешал ему писать, но с помощью своей жены он был в состоянии продолжать свою деятельность. Петручелли умер в Париже в 1890 году, и его тело было кремировано. Неаполитанский муниципалитет предложил перенести его прах на кладбище Поджореале, но его жена отказалась, и он был похоронен в Лондоне, согласно его последней воле.

## Главные работы
- La rivoluzione di Napoli del 1848 (1850);
- Romo kaj la papofico (1859);
- I moribondi del Palazzo Carignano (1862);
- Pie IX, sa vie, son règne, l’homme, le prince, le pape (1866);
- Memoirs of Judas (1867);
- Il sorbetto della regina (1875);
- I suicidi di Parigi (1878);
- Memorie del colpo di stato del 1851 a Parigi (1880).